# Tumupasa
Tumupasa es una localidad de Bolivia, ubicada en la región de la Amazonía. Administrativamente se encuentra dentro del municipio de San Buenaventura de la provincia de Iturralde en el departamento de La Paz.
El pueblo se encuentra a una altitud de 468 m s. n. m. en el borde de las tierras bajas de Bolivia, al frente de la Serranía de Mamuque, que se extiende de noroeste a sureste entre el río Tuichi y el río Beni y es interrumpida por el río Beni en su extremo sureste. Así mismo, Tumupasa se encuentra a 4 km del límite del Área natural de manejo integrado Madidi.

## Historia

Salvador, traductor tacana fotografiado en Tumupasa en 1914.

La población local, principalmente tacanas, tuvo contacto con los incas en la época precolombina, como lo demuestran los hallazgos arqueológicos. Los españoles no colonizaron la zona militarmente, sino a través del trabajo misionero de franciscanos y jesuitas. A partir de Apolo, se desarrolló la zona de la cordillera norte de los Andes y Tumupasa fue fundada por misioneros como parte de las misiones de la región de Caupolicán. Originalmente llamada Misión Santísima Trinidad de Yariapu, fue fundada en 1713, sobre el arroyo Yariapu, afluente del río Tuichi, a poca distancia de la junta del Tuichi con el río Beni. Luego, debido a las continuas epidemias que se presentaron en el lugar, se reubicó en el actual lugar denominado Tumupasa.
Entre 1880 y 1900 comenzaron a establecerse pobladores no indígenas en Tumupasa.

## Geografía
Tumupasa se encuentra en el borde occidental de los llanos de Moxos, uno de los humedales más grandes del mundo. La forma de vegetación predominante en la llanura de Moxos es la sabana tropical. El clima de la región es tropical cálido y húmedo durante todo el año, pero también puede volverse relativamente fresco en invierno debido al Surazo (viento frío del sur).
La precipitación anual es de poco menos de 2000 mm, con precipitaciones mensuales de alrededor de 300 mm en enero y febrero y menos de 100 mm de agosto a septiembre. Las temperaturas medias mensuales oscilan entre 23 °C y 28 °C durante todo el año.

## Transporte
Tumupasa se ubica a 61 kilómetros al sureste de la capital provincial de Ixiamas y a unos 720 km por carretera al norte de La Paz, sede de gobierno de Bolivia.
Por Tumupasa pasa un ramal de la carretera Ruta 16, de 1.036 kilómetros de longitud, que irá desde Porvenir, cerca de la frontera con Brasil, en el noroeste, hasta Huarina, en el borde sureste del lago Titicaca. La parte central de la Ruta 16, ya terminada, parte desde la capital provincial, Ixiamas, en el norte, por una carretera rural sin pavimentar de 115 km de longitud a través de Tumupasa hasta San Buenaventura, desde donde hay una conexión con el resto de la red de carreteras de Bolivia a través de Rurrenabaque.

## Demografía
La población de la localidad se ha más que duplicado en las últimas dos décadas:
| Año  | Habitantes | Fuente        |
| ---- | ---------- | ------------- |
| 1992 | 876        | Censo         |
| 2001 | 936        | Censo         |
| 2012 | 1.827      | === Censo === |

## Incidentes

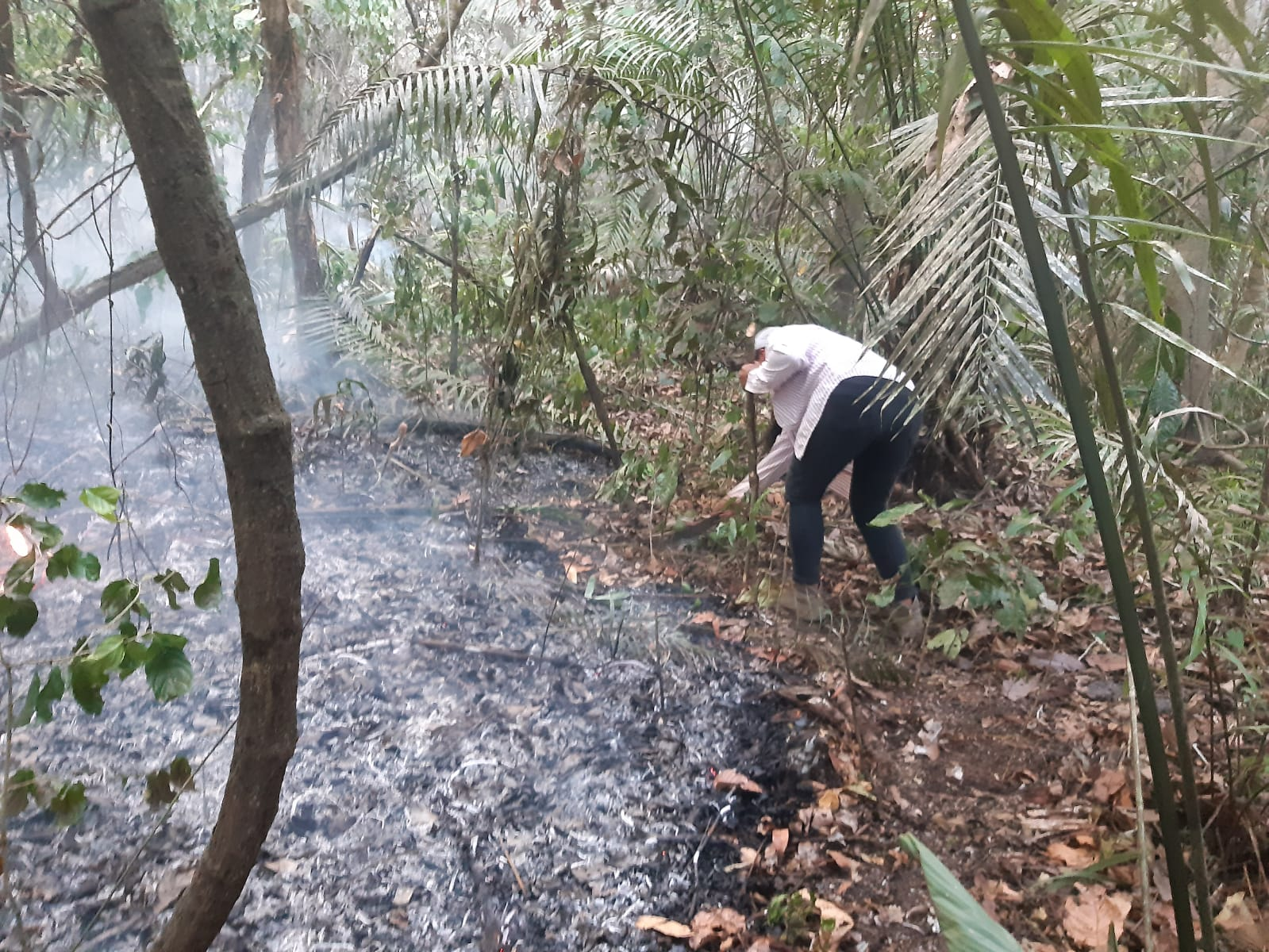
Incendios en Tumupasa el 2023

### Incendios del 2023
La población de Tumupasa se vio afectada por los incendios forestales sucedidos en Bolivia en 2023, de una magnitud nunca antes registrada.Uno de los territorios más afectaddos fue el territorio del Consejo Indígena del Pueblo Tacana (CIPTA) cuya sede se establece en el distrito de Tumupasa, perteneciente al municipio de San Buenaventura. Se estima que el fuego quemo aproximadamente 60.351,63 hectáreas del territorio Tacana 1.
Los incendios amenazaron la subsistencia de las comunidades Tacana. Desde que comenzaron los incendios en septiembre, la comunidad organizó brigadas para combatir el fuego en diferentes sectores, mientras solicitaban apoyo externo sin una respuesta. Después de varios días de incendios, en noviembre, recibieron ayuda de la Brigada de Bomberos Voluntarios de Rescate Cochabamba y de bomberos de la República Bolivariana de Venezuela.
Los cultivos de las comunidades se vieron gravemente afectados; en algunos casos, algunas comunidades perdieron la totalidad de sus siembras. Meses después del incendio, las comunidades recurrieron a sus reservas de semillas para iniciar nuevos cultivos. Comenzaron con pequeños chacos para recolectar más semillas y, posteriormente, poder establecer sembradíos más grandes que aseguren su sustento.